# Katharine Way
Katharine „Kay” Way (ur. 20 lutego 1902 w Sewickley, zm. 9 grudnia 1995 w Chapel Hill) – amerykańska fizyczka znana ze swojej pracy nad Nuclear Data Project. Podczas II wojny światowej pracowała dla Projektu Manhattan w Metallurgical Laboratory w Chicago. W 1968 roku została adiunktem na Duke University.

## Życiorys
Way urodziła się 20 lutego 1903 roku w Sewickley w Pensylwanii. Po ukończeniu w 1932 studiów licencjackich z fizyki na Uniwersytecie Columbia, została pierwszym absolwentem fizyki jądrowej Johna Wheelera na Uniwersytecie Karoliny Północnej.
Kiedy wybuchła II wojna światowa, Way była adiunktem na University of Tennessee, gdzie badała źródła neutronów. W 1942 roku, po usłyszeniu plotek, że na Uniwersytecie w Chicago realizuje się projekt wojenny, zadzwoniła do Wheelera i dowiedziała się o projekcie Manhattan.
W Chicago Metallurgical Laboratory Way badała dane dotyczące strumienia neutronów z eksperymentów Enrica Fermiego z projektami reaktorów jądrowych. Jej obliczenia przyczyniły się do budowy Chicago Pile-1.
Way podpisała petycję Szilárda. W 1945 roku przeniosła się do Oak Ridge, gdzie kontynuowała pracę nad produktami rozszczepienia.
Zaniepokojona etycznością wykorzystania bomby atomowej i użyciem jej przeciwko Japonii, Way współredagowała w 1946 roku książkę z esejami One World or None: A Report to the Public on the Full Meaning of the Atomic Bomb. Bestseller New York Timesa podkreślił obawy naukowców związane z konsekwencjami broni jądrowej. Zawierał wkład Alberta Einsteina, Hansa Bethe, Nielsa Bohra, J. Roberta Oppenheimera i Leó Szilárda.
Po kilku latach w Oak Ridge Way przeniosła się w 1947 do National Bureau of Standards w Waszyngtonie, gdzie poświęciła się w pełnym wymiarze godzin na potrzeby oceny danych w społecznościach zajmujących się badaniami podstawowymi i stosowanymi.
W 1953 roku stworzyła Nuclear Data Project (NDP), próbę zorganizowania i udostępniania dużych ilości danych jądrowych. Poprzez NDP i czasopisma Nuclear Data Sheets (w 1964) oraz Atomic Data and Nuclear Data Tables (w 1965) wniosła ważny wkład w sposób gromadzenia, oceny i prezentacji danych w dziedzinie fizyki jądrowej. W latach 1968–1988 Way była adiunktem w dziedzinie fizyki na Duke University. W 1968 roku przeszła na emeryturę. Uczestniczyła w marszach na rzecz praw obywatelskich na początku lat sześćdziesiątych, a także aktywnie interesowała się kwestiami zdrowotnymi osób starszych.
Way zmarła 9 grudnia 1995 roku w Chapel Hill. W nekrologu w Physics Today koledzy wspominali ją jako osobę, która „z pasją wypowiadała się nie tylko na temat analizy danych jądrowych, ale także na wiele tematów związanych z ludzką uczciwością i sprawiedliwością społeczną”.
Oprócz pracy nad danymi jądrowymi Way jest najbardziej znana z formuły Way-Wignera, którą opracowała wraz z Eugene’em Wignerem na podstawie ich pracy w ramach Projektu Manhattan. Wzór Way-Wignera oblicza współczynniki rozpadu beta produktów rozszczepienia. Way jest także autorką wielu artykułów na temat danych jądrowych czy rozpadu beta.